# Prapovijesni arheološki lokalitet u Ravnom Brezju
Prapovijesni arheološki lokalitet nalazi se u Ravnom Brezju, općina Kumrovec.

## Opis
Arheološko nalazište u Ravnom Brezju nalazi se u zapadnom dijelu naselja, na blagom brežuljku ovalnog oblika. Sredinom 2012., otkrivene su 3 cijele i tridesetak fragmenata brončanih narukvica, ostaci brončane igle, fragmenti keramičke posude kao i nekoliko grumena kućnog lijepa. Na osnovu tipološke klasifikacije pronađeni predmeti datiraju se u razdoblje starijeg željeznog doba, tj. Hallstatta (800 g. pr. Kr. – 450 g. pr. Kr.).

## Zaštita
Pod oznakom P-4461 zavedena je kao zaštićeno kulturno dobro - pojedinačno, pravna statusa zaštićena kulturnog dobra, klasificirano kao "arheološka kulturna baština".